# Liste des joueuses de Toulouse Métropole Basket
Cette page présente la liste complète des différents effectifs du Toulouse Métropole Basket saison par saison.

## Saison 2022-2023
Entraîneur :  Xavier Noguera
Entraîneur adjoint :  Benjamin Avon
| Numéro | Nom               | Date de naissance | Taille | Poste | Nationalité |
| ------ | ----------------- | ----------------- | ------ | ----- | ----------- |
|        | Yvanna Ennjolvy   | 27 octobre 2001   | 1,70 m | 1     | France      |
| 15     | Kyra Lambert      | 6 décembre 1996   | 1,75 m | 1     | États-Unis  |
| 0      | Joelly Belleka    | 27 aout 1995      | 1,71 m | 2     | France      |
| 8      | Isabelle Strunc   | 8 mars 1991       | 1,80 m | 2     | France      |
| 10     | Noémie Brochant   | 25 octobre 1999   | 1,80 m | 3     | France      |
| 5      | Kalis Loyd        | 5 avril 1989      | 1,88 m | 3     | Suède       |
| 3      | Megan Huff        | 17 avril 1996     | 1.92 m | 3-4   | États-Unis  |
| 45     | Margot de Freitas | 2 avril 2000      | 1,89 m | 4-5   | France      |
| 13     | Aminata Gueye     | 10 juillet 2002   | 1,90 m | 4-5   | France      |

## Saison 2021-2022

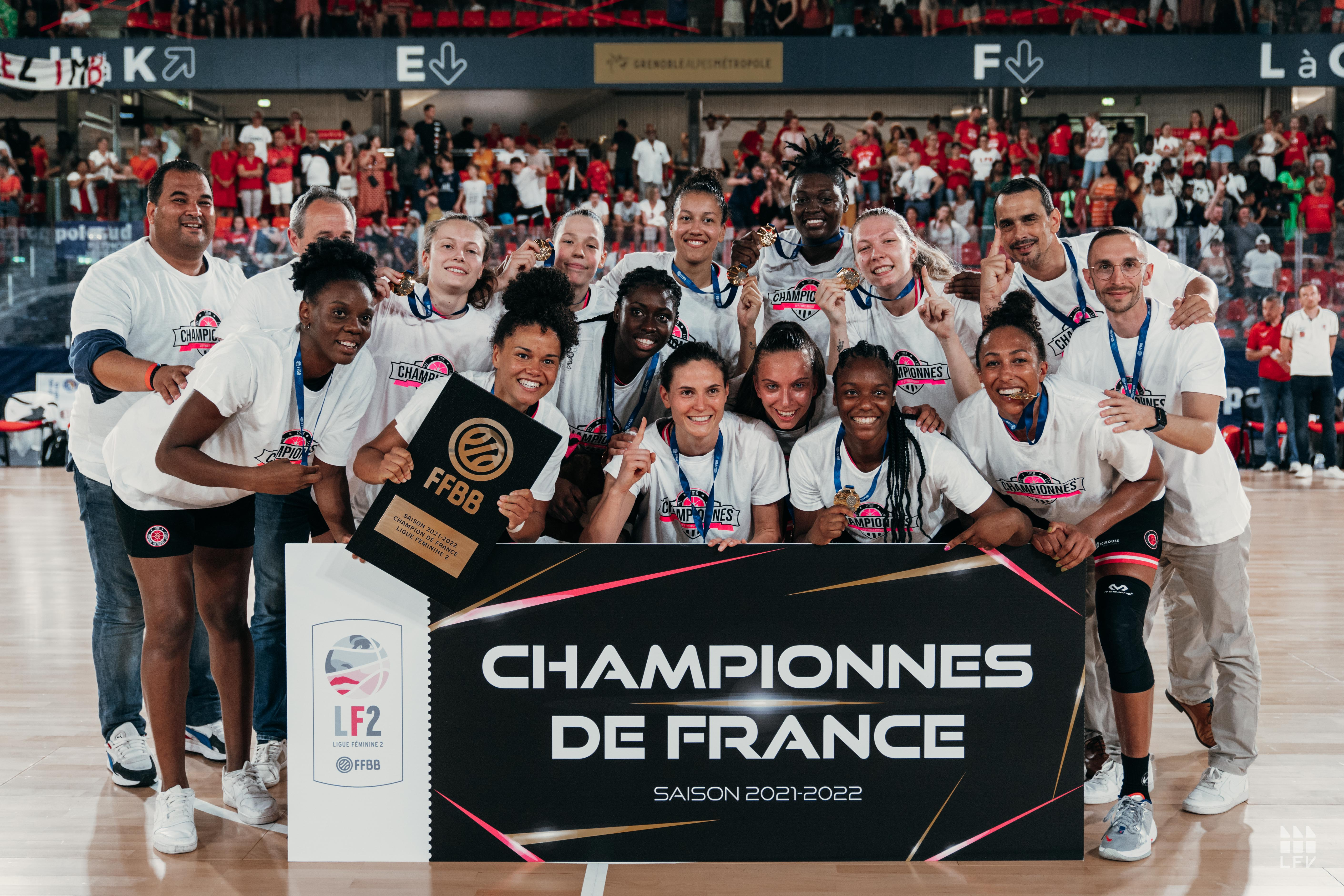
L'équipe 2021-2022, championne de la LF2.

Entraîneur :  Xavier Noguera
Entraîneur adjoint :  Alban Vigouroux
| Numéro | Nom                | Date de naissance | Taille | Poste | Nationalité |
| ------ | ------------------ | ----------------- | ------ | ----- | ----------- |
| 1      | Marine Mulumba     | 20 mai 1996       | 1,71 m | 1     | France      |
| 3      | Joelly Belleka     | 27 aout 1995      | 1,71 m | 2     | France      |
| 4      | Caliya Robinson    | 23 mars 1997      | 1,90 m | 5     | États-Unis  |
| 5      | Kalis Loyd         | 5 avril 1989      | 1,93 m | 5     | Suède       |
| 7      | Hélène Jakovljevic | 5 octobre 2000    | 1,77 m | 1-2   | France      |
| 8      | Isabelle Strunc    | 8 mars 1991       | 1,80 m | 2     | France      |
| 10     | Noémie Brochant    | 25 octobre 1999   | 1,80 m | 3     | France      |
| 15     | Lorraine Lokoka    | 29 octobre 1989   | 1,84 m | 4     | France      |
| 45     | Margot de Freitas  | 2 avril 2000      | 1,87 m | 5-4   | France      |

## Saison 2020-2021

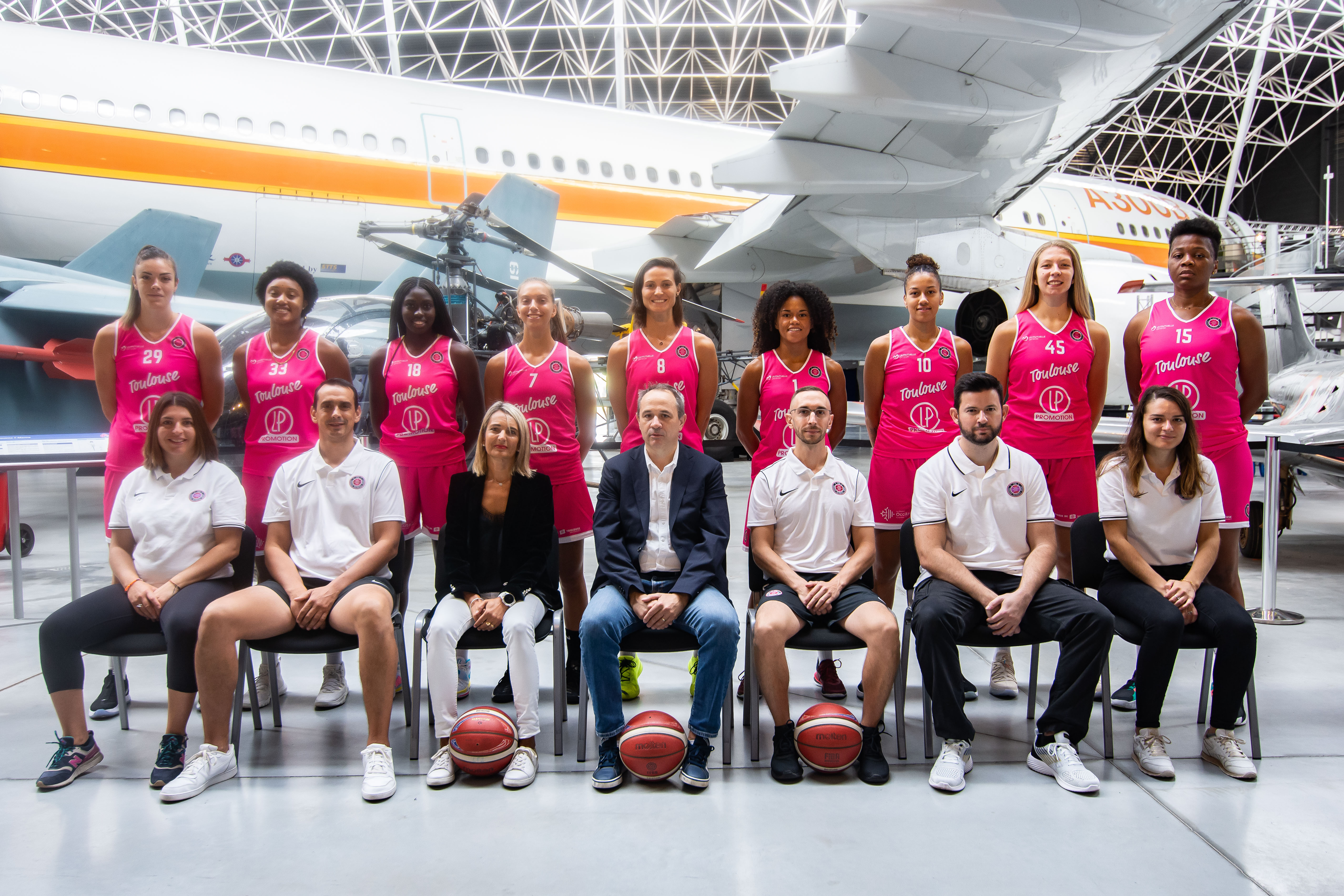
L'équipe 2020-2021.

Entraîneur :  Xavier Noguera
Entraîneur adjoint :  Alban Vigouroux
| Numéro | Nom                | Date de naissance | Taille | Poste | Nationalité |
| ------ | ------------------ | ----------------- | ------ | ----- | ----------- |
| 1      | Marine Mulumba     | 20 mai 1996       | 1,71 m | 1     | France      |
| 5      | Kalis Loyd         | 5 avril 1989      | 1,88 m | 4     | Suède       |
| 7      | Hélène Jakovljevic | 5 octobre 2000    | 1,77 m | 1     | France      |
| 8      | Isabelle Strunc    | 8 mars 1991       | 1,80 m | 2     | France      |
| 10     | Noémie Brochant    | 25 octobre 1999   | 1,80 m | 2-3   | France      |
| 15     | Hermine Ngueko     | 11 juillet 1992   | 1,93 m | 5     | Cameroun    |
| 18     | Diankéba Guirassy  | 28 octobre 2001   | 1,80 m | 2     | France      |
| 29     | Joanne Lauvergne   | 29 mars 1996      | 1,90 m | 5     | France      |
| 45     | Margot de Freitas  | 2 avril 2000      | 1,88 m | 4-5   | France      |
|        | Jaelyn Brown       | 12 octobre 1998   | 1,85 m | 3     | États-Unis  |
|        | Maroussia Droguet  | 11 janvier 2001   | 1,67 m | 2     | France      |
|        | Sirine Benadda     | 13 juin 2002      | 1,85 m | 4     | France      |

## Saison 2019-2020

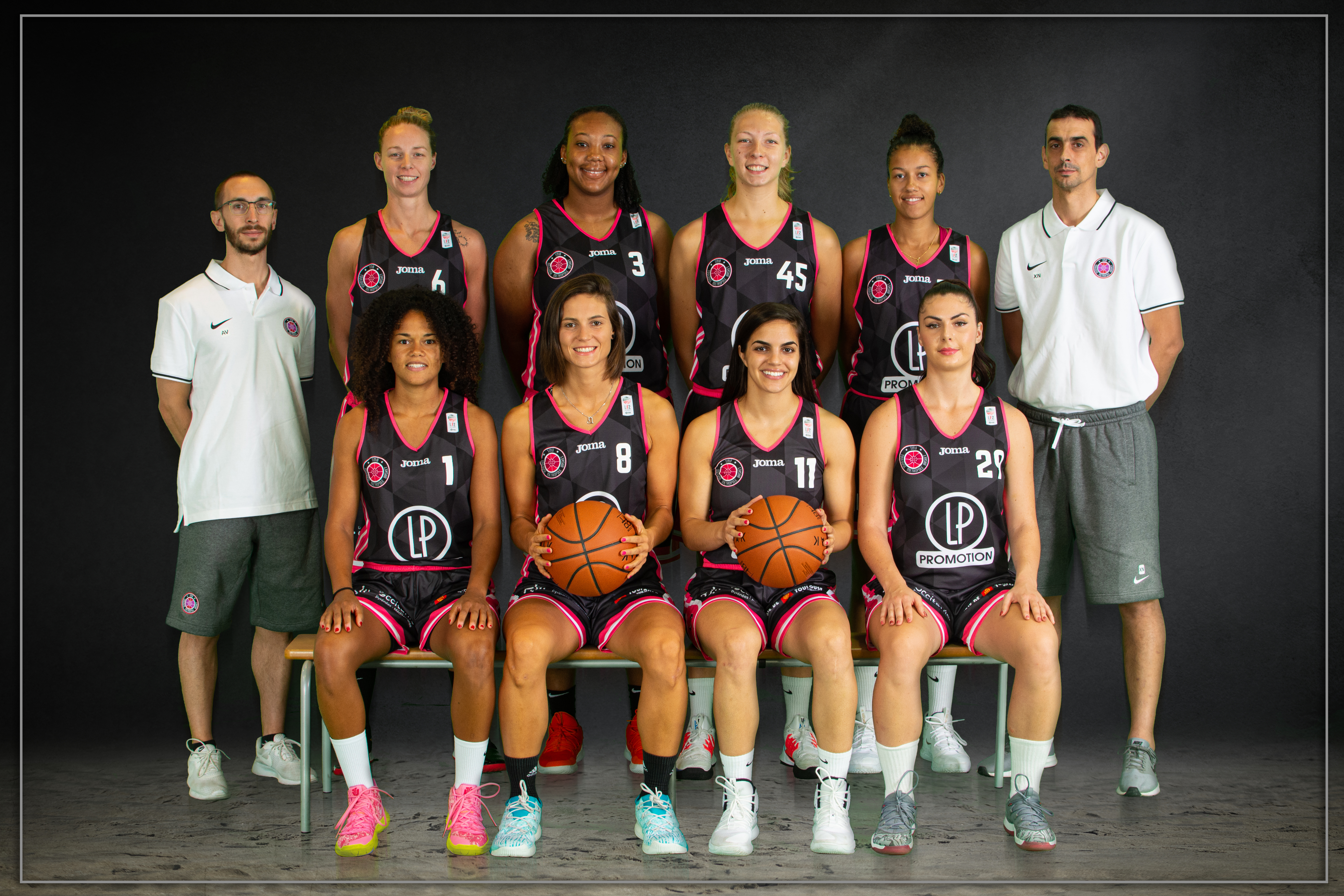
L'équipe 2019-2020.

Entraîneur :  Xavier Noguera
Entraîneur adjoint :  Alban Vigouroux
Médecin : Dr Paul Baudoux
Kinésithérapeutes : Gaëtan Bolpaire, Julien Bourenane
| Numéro | Nom               | Date de naissance | Taille | Poste | Nationalité |
| ------ | ----------------- | ----------------- | ------ | ----- | ----------- |
| 1      | Marine Mulumba    | 20 mai 1996       | 1,71 m | 1     | France      |
| 3      | Mandy Coleman     | 30 avril 1996     | 1,90 m | 5     | États-Unis  |
| 6      | Lucie Carlier     | 12 juin 1990      | 1,87 m | 3-4   | France      |
| 8      | Isabelle Strunc   | 8 mars 1991       | 1,80 m | 2     | France      |
| 10     | Noémie Brochant   | 25 octobre 1999   | 1,80 m | 2-3   | France      |
| 11     | Sarah Halejian    | 15 octobre 1992   | 1,75 m | 1     | Arménie     |
| 29     | Maud Stervinou    | 10 juin 1997      | 1,75 m | 2-3   | France      |
| 45     | Margot de Freitas | 2 avril 2000      | 1,88 m | 4-5   | France      |

Un beau début de saison, où l'effectif de Xavier Noguera ne s'incline qu'en 1/4 finale de Coupe de France contre Bourges. Après quelques défaites à domicile, la saison est arrêtée après la 16e journée à cause du Covid-19 alors que l'équipe était 4e, encore qualifiable pour les Play-Offs.

## Saison 2018-2019

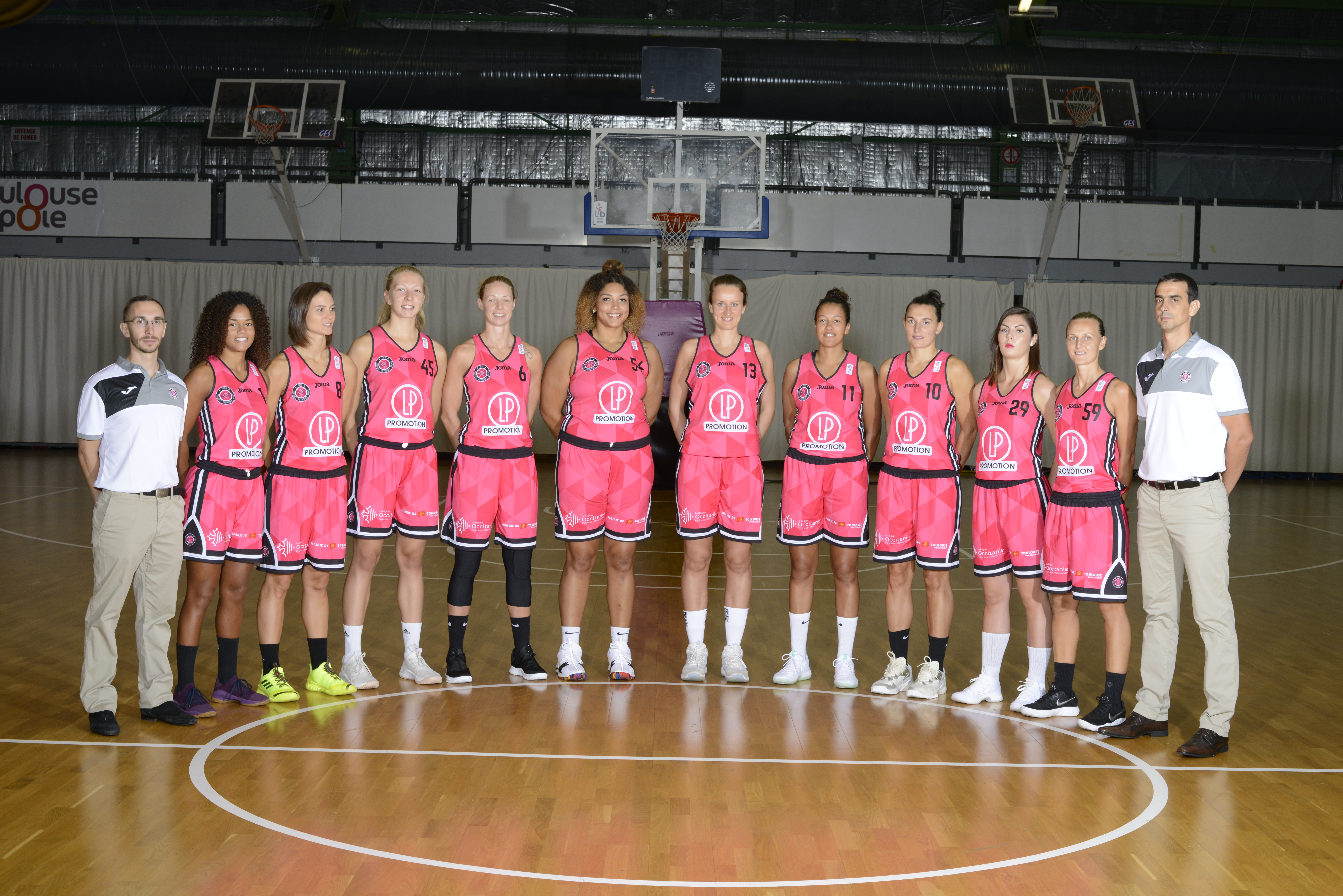
L'équipe 2018-2019.

Entraîneur :  Xavier Noguera
Entraîneur adjoint :  Alban Vigouroux
Médecin : Dr Paul Baudoux
Kinésithérapeutes : Gaëtan Bolpaire, Julien Bourenane
| Numéro | Nom                 | Date de naissance | Taille | Poste | Nationalité |
| 1      | Marine Mulumba      | 20 mai 1996       | 1,71 m | 1     | France      |
| 6      | Lucie Carlier       | 12 juin 1990      | 1,87 m | 3-4   | France      |
| 8      | Isabelle Strunc     | 8 mars 1991       | 1,80 m | 2     | France      |
| 10     | Amélie Pochet       | 22 février 1984   | 1,80 m | 3     | France      |
| 11     | Noémie Brochant     | 25 octobre 1999   | 1,80 m | 2-3   | France      |
| 13     | Svenja Greunke      | 22 juillet 1989   | 1,88 m | 4-5   | Allemagne   |
| 29     | Maud Stervinou      | 10 juin 1997      | 1,75 m | 2-3   | France      |
| 45     | Margot de Freitas   | 2 avril 2000      | 1,88 m | 4-5   | France      |
| 54     | Kaylee Jensen       | 22 juillet 1996   | 1,93 m | 5     | États-Unis  |
| 59     | Sylvie Gruszczynski | 26 mai 1990       | 1,75 m | 1     | France      |

## Saison 2017-2018
Entraîneur :  Xavier Noguera
Entraîneur adjoint :  Alban Vigouroux
Médecin : Dr Paul Baudoux
Kinésithérapeutes : Gaëtan Bolpaire
| Numéro | Nom                 | Date de naissance | Taille | Poste | Nationalité |
| 3      | Mikaela Ruef        | 20 octobre 1990   | 1,91 m | 4-5   | États-Unis  |
| 4      | Aline Dumont        | 19 juin 1995      | 1,69 m | 1     | France      |
| 6      | Lucie Carlier       | 12 juin 1990      | 1,87 m | 3-4   | France      |
| 9      | Assetou Traoré      | 27 février 1995   | 1,83 m | 3     | France      |
| 10     | Sylvie Gruszczynski | 26 mai 1986       | 1,72 m | 1     | France      |
| 11     | Noémie Brochant     | 25 octobre 1999   | 1,80 m | 2-3   | France      |
| 12     | Amélie Pochet       | 22 février 1984   | 1,85 m | 3     | France      |
| 16     | Camille Cabaton     | 16 mai 1992       | 1,73 m | 3     | France      |
| 25     | Emily Prugnières    | 25 février 1997   | 1,84 m | 4     | France      |
| 30     | Oumou Touré         | 18 février 1988   | 1,90 m | 5     | Sénégal     |
| 31     | Margot de Freitas   | 2 avril 2000      | 1,88 m | 4-5   | France      |

Malgré une très belle saison, l'effectif de Xavier Noguera, qui pour la première fois de l'histoire du Toulouse Métropole Basket a réussi à accéder aux 1/4 de finales de Coupe de France avant de se faire éliminer par Bourges, s'est arrêté en 1/4 de finale de Play-Offs, après un match en belle face à Reims.

## Saison 2016-2017
Entraîneur :  Xavier Noguera
Entraîneur adjoint :  Alban Vigouroux
Médecin : Dr Paul Baudoux
Kinésithérapeutes : Gaëtan Bolpaire
| Numéro | Nom              | Date de naissance | Taille | Poste | Nationalité |
| 3      | Awa Sissoko      | 6 mars 1994       | 1,80 m | 2     | France      |
| 4      | Onayssa Sbahi    | 22 septembre 1993 | 1,66 m | 1     | France      |
| 9      | Assetou Traoré   | 27 février 1995   | 1,83 m | 3     | France      |
| 15     | Naura El Gargati | 27 juillet 1980   | 1,91 m | 4-5   | France      |
| 22     | Alice Nayo       | 16 janvier 1993   | 1,86 m | 3     | France      |
| 23     | Sydney Wallace   | 6 décembre 1993   | 1,73 m | 2     | États-Unis  |
| 35     | Emilija Podrug   | 20 décembre 1979  | 1,90 m | 4-5   | Croatie     |
| 88     | Oumou Touré      | 18 février 1988   | 1,90 m | 5     | Sénégal     |

## Saison 2015-2016
Entraîneur :  Jérôme Fournier, puis à partir du 18 février Xavier Noguera
Entraîneur adjoint :  Xavier Fonteneau
| Numéro | Nom                | Date de naissance | Taille | Poste | Nationalité        |
| 0      | Olivia Époupa      | 30 avril 1994     | 1,65 m | 1     | France             |
| 6      | Lidija Turčinović  | 27 août 1994      | 1,76 m | 2     | France             |
| 7      | Antonija Mišura    | 19 mai 1988       | 1,81 m | 1-3   | Croatie            |
| 12     | Assitan Koné       | 23 avril 1995     | 1,90 m | 4-5   | France             |
| 23     | Émilie Gomis       | 18 octobre 1983   | 1,80 m | 3     | France             |
| 1      | Sabrina Reghaïssia | 16 octobre 1983   | 1,88 m | 4     | France             |
| 21     | Touty Gandega      | 20 juin 1991      | 1,70 m | 2     | France             |
| 8      | Kamila Stepanova   | 3 décembre 1988   | 1,85 m | 5     | République tchèque |
| 13     | Naura El Gargati   | 27 juillet 1980   | 1,92 m | 5     | France             |
| 14     | Camille Cirgue     | 14 juillet 1996   | 1,88 m | 5     | France             |
| 17     | Tianna Hawkins     | 2 mars 1991       | 1,91 m | 4     | États-Unis         |
|        | Latifah Coleman    |                   | 1,75 m | 1     | États-Unis         |

Tôt dans la saison, le club doit faire face à de nombreuses blessures dont celle d'Olivia Epoupa et enchaîne les défaites jusqu'au 10 janvier où le TMB bat Angers lors du retour d'Olivia Epoupa (8 points, 7 rebonds et 6 passes décisives) et des débuts de Tianna Hawkins (23 points à 9/12 aux tirs et 6 rebonds).
Le 18 février 2016, alors que le club est dernier de Ligue Féminine à mi-saison, Jérôme Fournier, en poste depuis deux ans-et-demi, est démis de ses fonctions. Xavier Noguera, responsable du centre de formation du club, le remplace.

## Saison 2014-2015
Entraîneur :  Jérôme Fournier
Entraîneur adjoint :  Yann Fonteneau
| Numéro | Nom                  | Date de naissance | Taille | Poste | Nationalité |
| 0      | Olivia Époupa        | 30 avril 1994     | 1,65 m | 1     | France      |
| 4      | Clémentine Morateur  | 18 novembre 1995  | 1,75 m | 1     | France      |
| 7      | Antonija Mišura      | 19 mai 1988       | 1,81 m | 2-3   | Croatie     |
| 8      | Sofie Hendrickx      | 18 mai 1986       | 1,87 m | 4     | Belgique    |
| 9      | Miranda Ayim         | 6 mai 1988        | 1,83 m | 4     | Canada      |
| 11     | Maud Medenou         | 5 octobre 1990    | 1,88 m | 4     | France      |
| 12     | Assitan Koné         | 23 avril 1995     | 1,90 m | 4-5   | France      |
| 13     | Marie Mané           | 12 décembre 1995  | 1,83 m | 3     | France      |
| 14     | Aby Gaye             | 4 février 1995    | 1,95 m | 5     | France      |
|        | Margaux Okou-Zouzouo | 18 février 1991   | 1,85 m | 3     | France      |
| 32     | Nicole Michael       | 26 juin 1986      | 1,85 m | 3     | États-Unis  |

## Saison 2013-2014
Entraîneur :  Jérôme Fournier
Entraîneur adjoint :  Xavier Noguera
| Numéro | Nom               | Date de naissance | Taille | Poste | Nationalité       |
| 4      | Shona Thorburn    | 7 août 1982       | 1,85 m | 1     | Canada Angleterre |
| 6      | Agathe Degorces   | 2 février 1992    | 1,67 m | 1     | France            |
| 7      | Antonija Mišura   | 19 mai 1988       | 1,81 m | 2-3   | Croatie           |
| 8      | Lola De Angelis   | 12 décembre 1993  | 1,80 m | 3     | France            |
| 9      | Miranda Ayim      | 6 mai 1988        | 1,83 m | 4     | Canada            |
| 10     | Kristen Mann      | 10 août 1983      | 1,86 m | 3-4   | États-Unis        |
| 11     | Maud Medenou      | 5 octobre 1990    | 1,88 m | 4     | France            |
| 12     | Assitan Koné      | 23 avril 1995     | 1,90 m | 4-5   | France            |
| 13     | Marie Mané        | 12 décembre 1995  | 1,83 m | 3     | France            |
| 14     | Adrijana Knezevic | 20 janvier 1987   | 1,80 m | 2-3   | Serbie            |
| 20     | Chay Shegog       | 22 février 1990   | 1,96 m | 4-5   | États-Unis        |
| 21     | Leslie Ardon      | 30 juin 1979      | 1,81 m | 3     | France            |
| 23     | Aby Gaye          | 4 février 1995    | 1,95 m | 5     | France            |

Le club finit à la huitième place de la saison régulière.

## Effectif 2012-2013
Entraîneur :  Matthieu Chauvet
Entraîneur adjoint : Xavier Noguera
| Numéro | Nom               | Date de naissance | Taille | Poste | Nationalité |
| 4      | Inesa Visgaudaitė | 20 mai 1991       | 1,72 m | 1     | Lituanie    |
| 6      | Agathe Degorces   | 2 février 1992    | 1,67 m | 1     | France      |
| 7      | Julie Legoupil    | 27 décembre 1984  | 1,73 m | 2     | France      |
| 8      | Lola De Angelis   | 12 décembre 1993  | 1,80 m | 3     | France      |
| 9      | Darline Nsoki     | 9 novembre 1989   | 1,82 m | 3     | France      |
| 10     | Demetress Adams   | 10 mars 1987      | 1,93 m | 4     | États-Unis  |
|        | Chay Shegog       | 22 février 1990   | 1,96 m | 4-5   | États-Unis  |
| 11     | Maud Medenou      | 5 octobre 1990    | 1,88 m | 4     | France      |
| 12     | Carrem Gay        | 25 mai 1982       | 1,96 m | 5     | États-Unis  |
| 15     | Lorraine Lokoka   | 31 décembre 1987  | 1,84 m | 3     | France      |
|        | Adrijana Knezevic | 20 janvier 1987   | 1,80 m | 2-3   | Serbie      |

Le club finit en onzième position de la saison régulière avec 10 victoires et 16 défaites.

## Effectif 2011-2012
Après la relégation en LF2, le club perd plusieurs joueuses et recrute  Agathe Degorce (Pau Lacq Orthez), Matthieu Chauvet (Coach, La Roche), Xavier Noguera (Coach Adjoint, Espoirs), Maud Medenou (Rennes), Lorraine Lokoka (Reims), Darline Nsoki (Tarbes), Carrem Gay (Aix). Le club conserve par ailleurs Nina Bogićević, Lou Mataly, Lola De Angélis et Émilie Maurice et parvient à accrocher la remontée en LFB.
Entraîneur : Matthieu Chauvet
Entraîneur adjoint :  Xavier Noguera
| Numéro | Nom             | Date de naissance | Taille (m) | Poste              | Nationalité |
| 5      | Lou Mataly      | 14 janvier 1993   | 1,74 m     | Arrière            | France      |
| 6      | Agathe Degorces | 2 février 1992    | 1,67 m     | Meneuse            | France      |
| 7      | Jessie De Colo  | 26 avril 1990     | 1,78 m     | Arrière            | France      |
| 8      | Nina Bogicevic  | 10 janvier 1989   | 1,81 m     | Ailière            | Serbie      |
| 9      | Darline Nsoki   | 9 novembre 1989   | 1,83 m     | Ailière            | France      |
| 10     | Émilie Maurice  | 6 juin 1988       | 1,88 m     | Ailière            | France      |
| 11     | Maud Medenou    | 5 octobre 1990    | 1,88 m     | Intérieure         | France      |
| 12     | Lola De Angelis | 12 décembre 1993  | 1,77 m     | Ailière            | France      |
| 14     | Carrem Gay      | 5 mai 1987        | 1,88 m     | Intérieure         | États-Unis  |
| 15     | Lorraine Lokoka | 29 octobre 1989   | 1,83 m     | Ailière/Intérieure | France      |

## Effectif 2008-2009
- Amandine Lacrabe
- Justine Agbatan
- Aurélie Noirez
- Emmanuelle Hermouet
- Nadia Peruch
- Anna Nedović
- Anda Jēkabsone
- Swanne Gauthier
- Carole Lebouc
- Anaïs Tavarez
- Julie Minard